# Casino Santfeliuenc
El Casino Santfeliuenc és una obra eclèctica de Sant Feliu de Llobregat (Baix Llobregat) protegida com a Bé Cultural d'Interès Local.

## Descripció
Edifici de planta rectangular i coberta a dues vessants. Té una estructura de façana molt simètrica. S'hi accedeix mitjançant una escalinata remarcada per balustres. A la primera planta hi ha una balconada amb tres sortides. La part superior de la façana es troba emmarcada dins una estructura tipus frontó. A les cantonades i a la part més alta del frontó hi ha quatre poms-jardineres, amb funció decorativa.